# Мал-пагарія
Мал-пагарія — етнос Індії, який проживає переважно в штатах Джхаркханд і Західна Бенгалія. Вони є корінними мешканцями Раджмахалських пагорбів, відомих сьогодні як район Сантал Парганас у Джхаркханді. Вони внесені до списку племен урядами Західної Бенгалії, Біхару та Джаркханду. Вони розмовляють мовою мальто, дравідійською мовою, а також погано задокументованою індоарійською мовою малпахарія.

## Історія
Під час ісламського правління в Бенгалії мал-пагарії були відважними воїнами, які зберігали свою незалежність від контролю уряду, але розвивали стосунки з місцевими землевласниками. За цією угодою, землі Мал-пахарії були розділені на таппу, очолюваних сардарами, які, своєю чергою, мали владу над манджі: головою села. Сардари діяли як правоохоронна сила серед Мал-пагарії, в обмін на що вони отримали певну кількість землі від жителів рівнини. Переходи, що ведуть до пагорбів, охоронялися форпостами Мал-пахарії, а також фортами рівнинного населення. Ця система забезпечувала відносно дружні стосунки між жителями гір і рівнин. Раз на рік ця домовленість поновлювалася бенкетом на рівнині між землевласниками та сардарами.
Однак, коли мал-пагарії знову спробували відстояти свою незалежність, їх зрадили заміндари, які вбили багатьох їхніх старост. Відтоді вони стали нападниками на рівнину. Ця проблема загострилася під час Бенгальського голоду 1770 року, на який мал-пагарії не постраждали через свою залежність від лісових продуктів, і тому змогли здійснити набіги без особливого опору. Подорожувати південним берегом Гангу біля пагорбів Раджмахал стало майже неможливо, і навіть британських гінців грабували та вбивали. Попри численні спроби британців придушити їх, мал-пагарії дали відсіч, заманивши британські війська в джунглі, де британські гвинтівки були не ефективні, а отруйні стріли пагаріїв були ідеальними. Нарешті, у 1778 році британці запропонували схему «умиротворення», за якою гроші та землі були повернуті сардарам, а форти землевласників перейшли під контроль чиновників ІОК. Багатьох Мал-пагаріїв було залучено до нових британських сил, які виявилися надзвичайно ефективними: спочатку використовували традиційні луки та стріли, а згодом — британську зброю. Цей полк пахаріїв, Бхагалпурські гірські рейнджери, існував до повстання 1857 року і реорганізації британських військ у цьому регіоні.
Уряд також намагався поселити Мал-пагарію на рівнини як осілих землеробів, щоб зробити землю продуктивною, але це не спрацювало. Натомість із південно-східної частини плато Чота-Нагпуру британці привезли землеробів санталів, які починаючи з 1830-х років масово оселилися на пустирі. Мал-пагарія чинили запеклий опір входженню санталів на їхні землі, боротьба, яка тривала до 1850-х років, коли кількість санталів стала надзвичайно великою. Вступ санталів загалом відрізав мал-пагарію від значного контакту з тими, хто жив на рівнинах. Згодом їхня територія стала відомою як Сантал-Парганас. Сантал-Парганас і надалі буде частиною різних адміністративних одиниць, останнім з яких був штат Джхаркханд, створений у 2000 році.
Сьогодні пагарії стали на своїх землях незначною меншиною. Рівень їхньої грамотності становить жахливий 1 %, попри численні урядові схеми, які намагалися їх підвищити. У більшості сіл цієї спільноти відсутні базові зручності, такі як питна вода чи каналізація, дуже небагато мають державні посади, і ніхто не займається політикою. Пагарії створили кілька асоціацій для боротьби за відновлення своїх земель і покращення соціально-економічного становища.

## Спільнота
Мал-пагарії, які живуть на південних пагорбах Дамін-і-кох і на півдні та сході Сантал-Паргана, були індуїзовані. Між собою вони розмовляють різними мовами бенгальської, але з іншими вони говорять бенгальською та гінді. У письмі вони використовують бенгальську та девенагарі. Мал-пагарія виживає користуючись з сільського господарства та лісової продукції. Їх основною їжею є рис. Споживаються такі бобові, як мунг, масур, култі та лар. Вони не вегетаріанці, але не їдять яловичини. Як чоловіки, так і жінки п'ють алкоголь, який може бути власного виробництва або куплений на ринку. Вони курять корінні корені і жують тютюн, змішаний з лаймом (хайні) і бетелем.

## Релігія
Мал-пагарія поклоняється сонячному божеству під назвою Dharmer Gosain як і їхні колеги саурія-пагарія (Sauria Paharia).